# Păiseni
Păiseni – wieś w Rumunii, w okręgu Suczawa, w gminie Cornu Luncii. W 2011 roku liczyła 713 mieszkańców.